# Моллер, Георг
Георг Моллер (нем. Georg Moller; 21 января 1784, Дипхольц, Нижняя Саксония — 13 марта 1852, Дармштадт, Гессен) — немецкий архитектор, градостроитель, теоретик архитектуры. Наряду с К. Ф Шинкелем и Л. фон Кленце считается выдающимся представителем позднего, романтического классицизма и «греческого возрождения».

## Биография
Моллер родился в Дипхольце, в семье пасторов, выходцев из Норвегии, которые преуспели в XVII веке, издавая сборники евангелических гимнов. Его отец, Левин Адольф Моллер, вырос в Вестфалии и стал нотариусом в Целле, а с 1777 года работал адвокатом и поверенным в Дипхольце. Мать Моллера, Елизавета фон Кастельмур, происходила из старинной дворянской семьи католического вероисповедания в районе Верхний Энгадин в Швейцарии. Межнациональные и межконфессиональные связи семьи способствовали у развитию молодого Моллера идей научной пытливости и либерализма.
В 1800 году после окончания средней школы Георг Моллер начал изучать архитектуру у Христиана Людвига Витте в Ганновере. Во время учёбы его познакомили с известным архитектором-классицистом Фридрихом Вейнбреннером, за которым он в 1802 году последовал в Карлсруэ, чтобы продолжить учебу в Строительной школе (Bauschule), которой руководил Вейнбреннер. В 1807—1809 годах Моллер совершил поездку в Рим. Он изучал античные памятники, получая помощь от членов римской колонии немецких художников. После возвращения на родину в 1810 году поступил на службу придворным архитектором (Superintendent) к великому герцогу Гессен-Дармштадтскому.
Среди его основных работ — церковь Святого Людвига (St.-Ludwigs-Kirche), первое здание римско-католической церкви в Дармштадте после периода Реформации (1822—1827). Композиция здания церкви вдохновлена римским Пантеоном, как и внушительное здание Государственного театра в Майнце с полукруглым фасадом (1829—1833).
Бывший «Земельный театр» (Landestheater) на Луизенплац в Дармштадте, старая резиденция масонов, теперь называется «Домом Моллера» (Moller-Haus). Георг Моллер был членом Дармштадтской масонской ложи «Согласия Иоанна Евангелиста» (Johannes der Evangelist zur Eintracht).
Моллер построил Городской дворец герцогов Нассау в Висбадене (Stadtschloss Wiesbaden der Herzöge von Nassau), где теперь заседает Гессенский парламент. В 1818 году Моллер убедил великого князя Гессен-Дармштадтского принять указ о защите исторических памятников архитектуры. Это была первая правовая основа защиты памятников в Германии.
Георг Моллер, наряду с Карлом Фридрихом Шинкелем и Лео фон Кленце, считается одним из главных немецких архитекторов, работавших в стиле «греческого возрождения»: прусского и мюнхенского эллинизма. Помимо античного наследия и классицизма своих соотечественников на его пристрастие к простым монолитным объёмам и выразительным геометрическим формам оказали влияние французские мегаломаны — архитекторы периода французской революции.
Георг Моллер сыграл важную роль в достройке Кёльнского собора, много веков стоявшего в незавершённом виде. Именно он обнаружил на чердаке недалеко от Дармштадта часть оригинального чертежа фасада здания, выполненного мастером собора Арнольдом в 1308 году (вторую часть нашёл Сюльпис Буассере в Париже в 1816 году). С 1843 по 1847 год Моллер по распоряжению великого герцога Людвига II занимался реставрацией замка в Биденкопфе. Он также работал для Клеменса фон Меттерниха и реконструировал его дворец Йоханнисберг. Вероятно, он также работал в Ганновере. Поддерживал переписку и дружесике отношения с И. В. фон Гёте.
Только две из основных построек Георга Моллера пережили Вторую мировую войну без повреждений: герцогский мавзолей на Розенхёэ («Старый мавзолей») и Колонна Людвига (Ludwigsäule) на Луизенплац в Дармштадте.
Моллер известен своими трудами по теории архитектуры. Его книга «Памятники немецкой архитектуры» (Denkmähler der Deutschen Baukunst; 1815—1851) отличается как научностью, так и высоким качеством иллюстраций: чертежей, обмеров и планов зданий. Английский перевод текста был опубликован в 1836 году. Георг Моллер был одним из первых исследователей архитектуры, кто применил наряду с традиционной методикой датировки памятников метод стилевого анализа. Он также написал «Вклад в учение о проектировании» (Beiträge zu der Lehre von den Konstruktionen; 1833—1844).
Георг Моллер был женат с 1811 года на Амалии Мерк, которая была связана с дармштадтской семьей фармацевтов Мерк. Потомки от второго брака Моллера с Элен Хилле принадлежали к ближайшему окружению более поздней промышленной семьи Мерк. В числе учеников архитектора были Хуго фон Ритген, Фридрих Максимилиан Гессемер, Фердинанд Штадлер и другие.
Моллер умер в Дармштадте в 1852 году в возрасте 68 лет. Похоронен на старом кладбище в Дармштадте. Надгробие создано скульптором Иоганном Баптистом Шоллем.
Архитектурная премия, ежегодно присуждаемая городом Дармштадт за учебные проекты, созданные в Техническом университете Дармштадта, носит имя Георга Моллера. Его имя носят площадь и улица: Моллерплац и Моллерштрассе в Дармштадте. Памятником и музеем архитектора является «Моллер Хаус» в этом же городе.

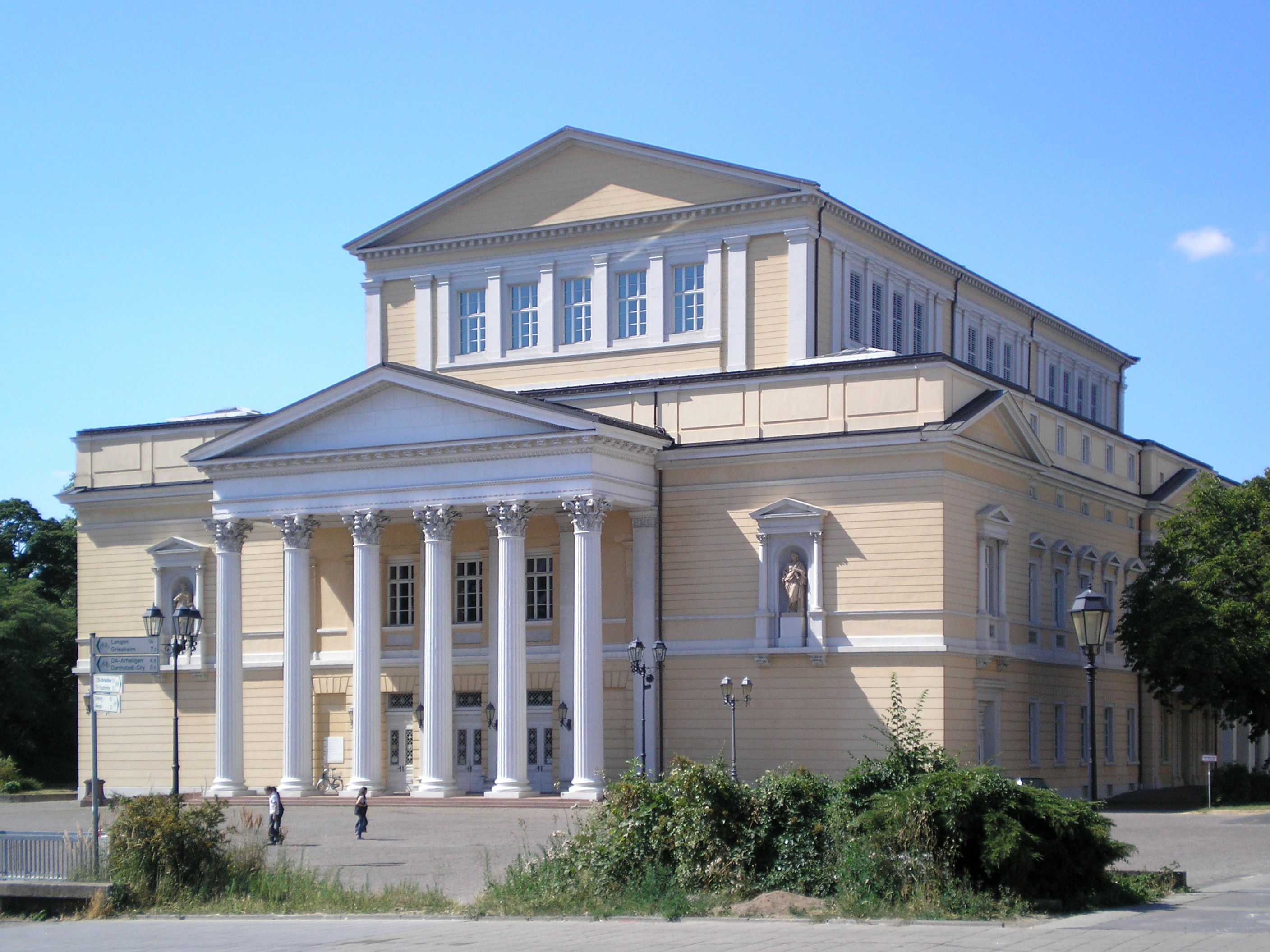
«Дом истории» в Дармштадте
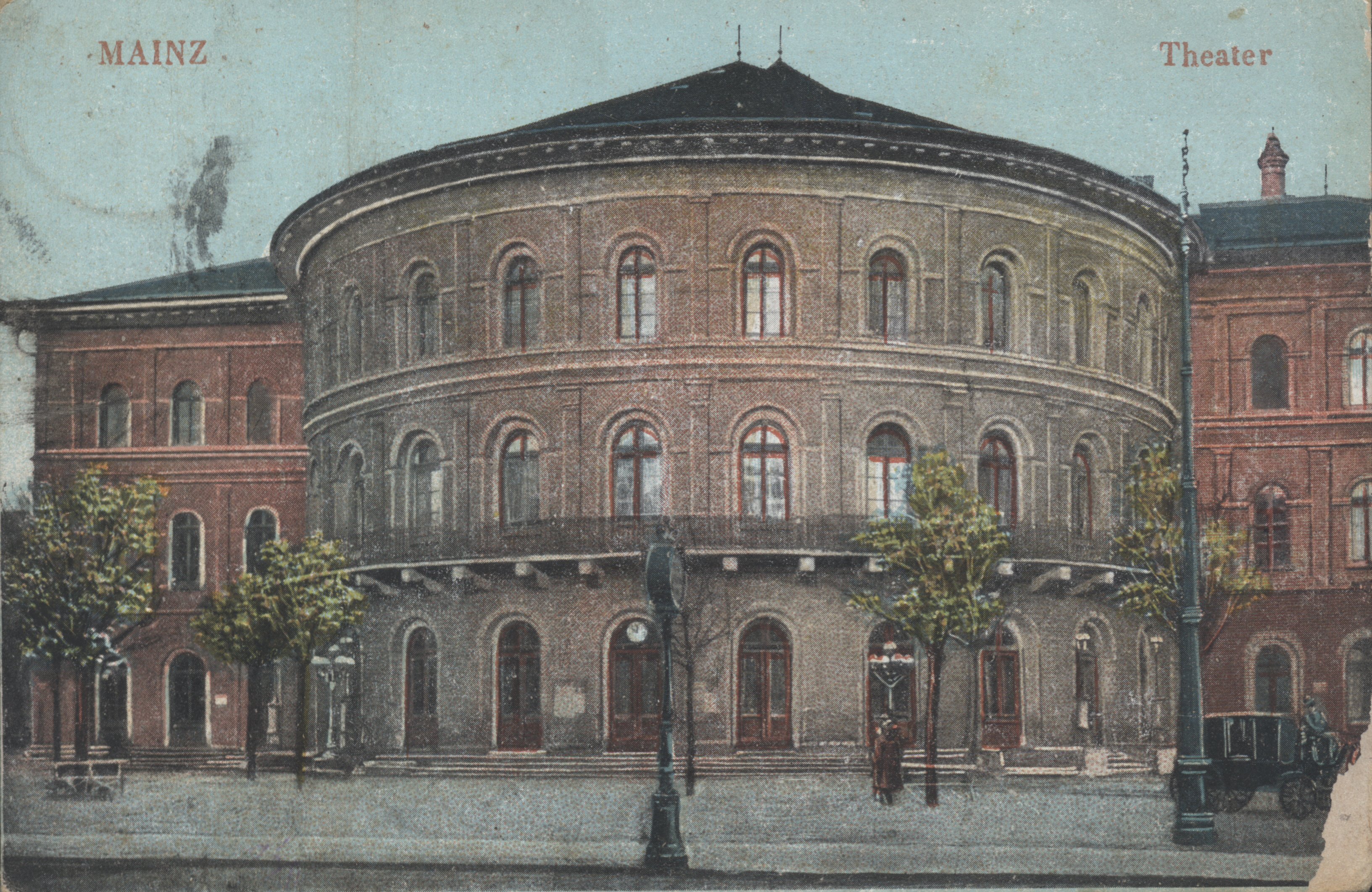
Государственный театр в Майнце (до перестройки). 1829—1833
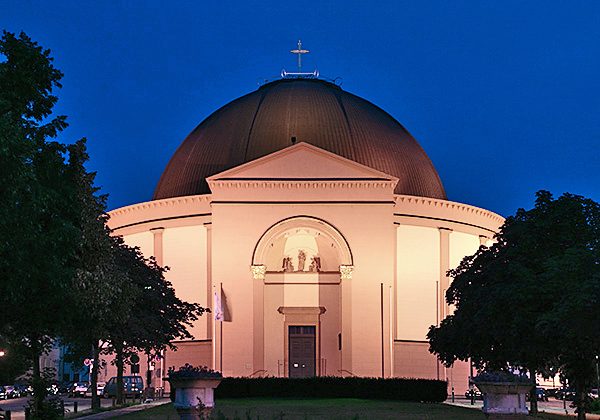
Церковь Св. Людвига в Дармштадте. 1822—1827
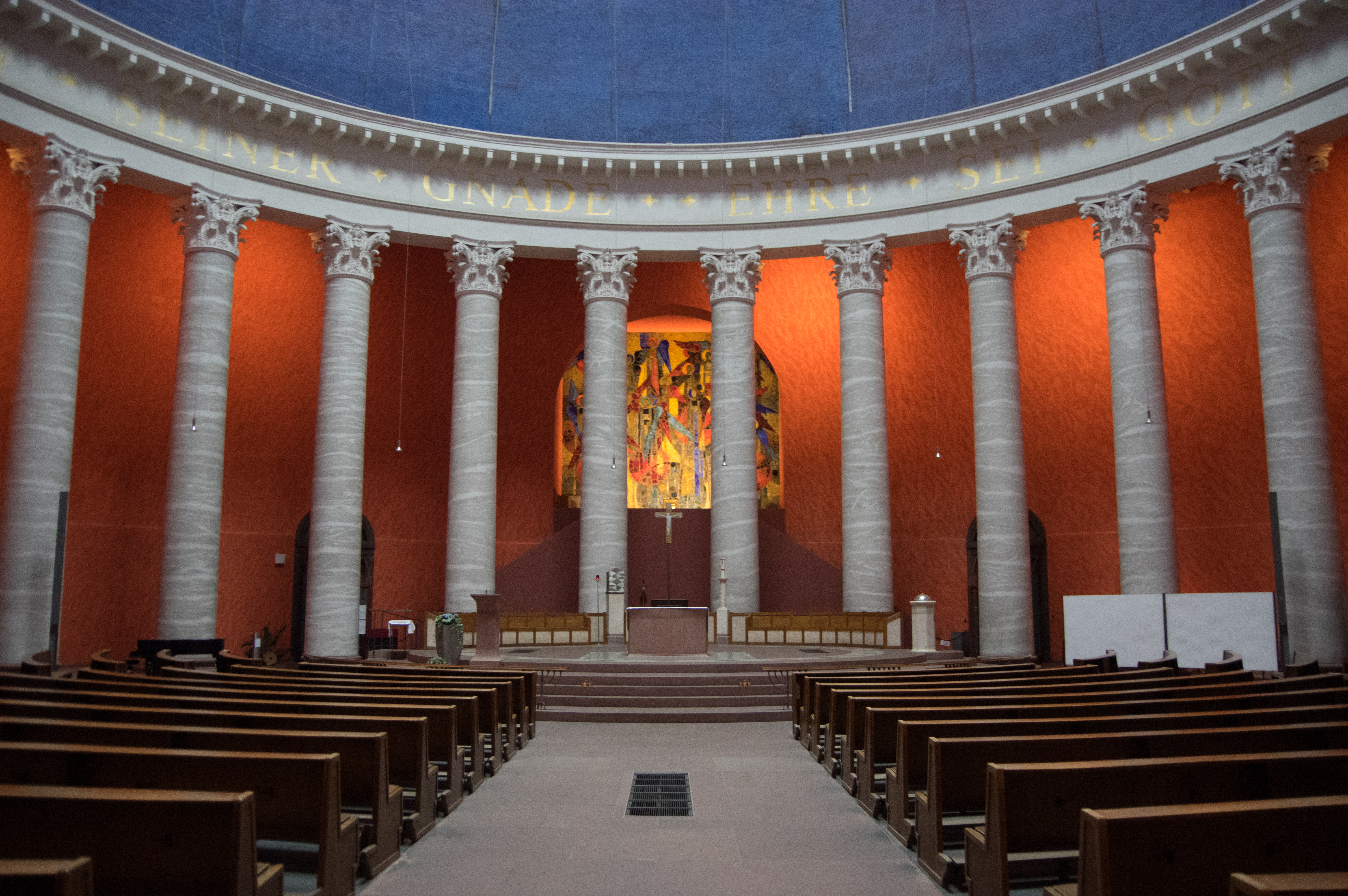
Церковь Св. Людвига. Интерьер
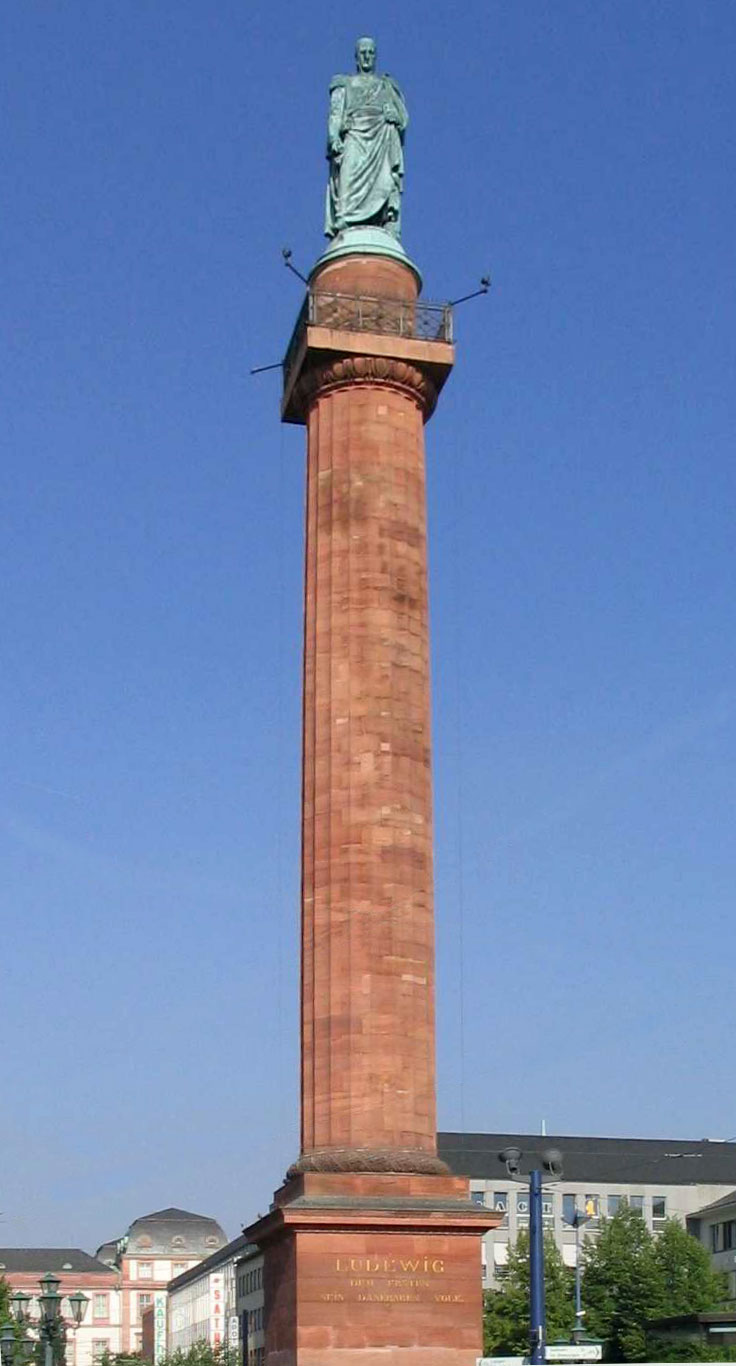
Монумент Людвига. Колонна Победы Людвига I Гессенского. 1840–1841
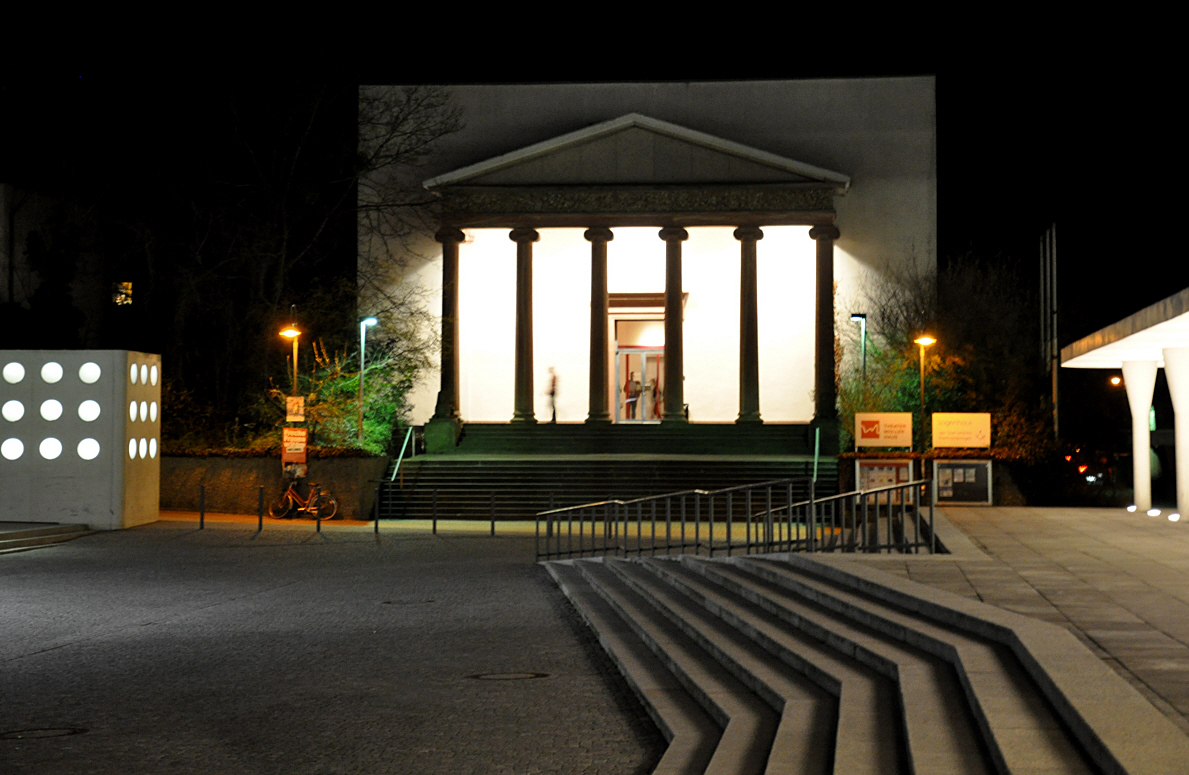
«Дом Моллера». Дармштадт
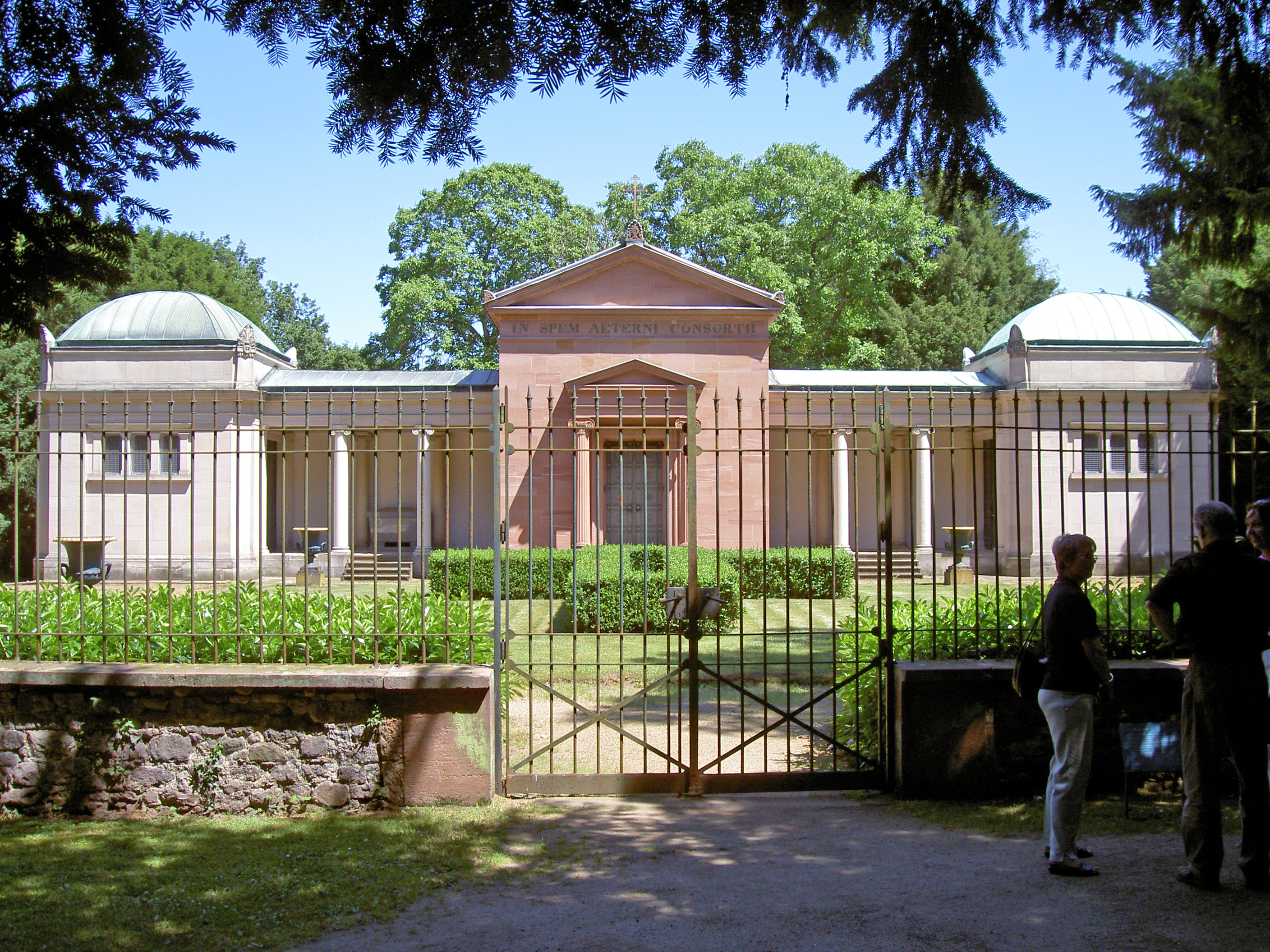
«Старый мавзолей» в Парке Розенхёэ в Дармштадте. 1826
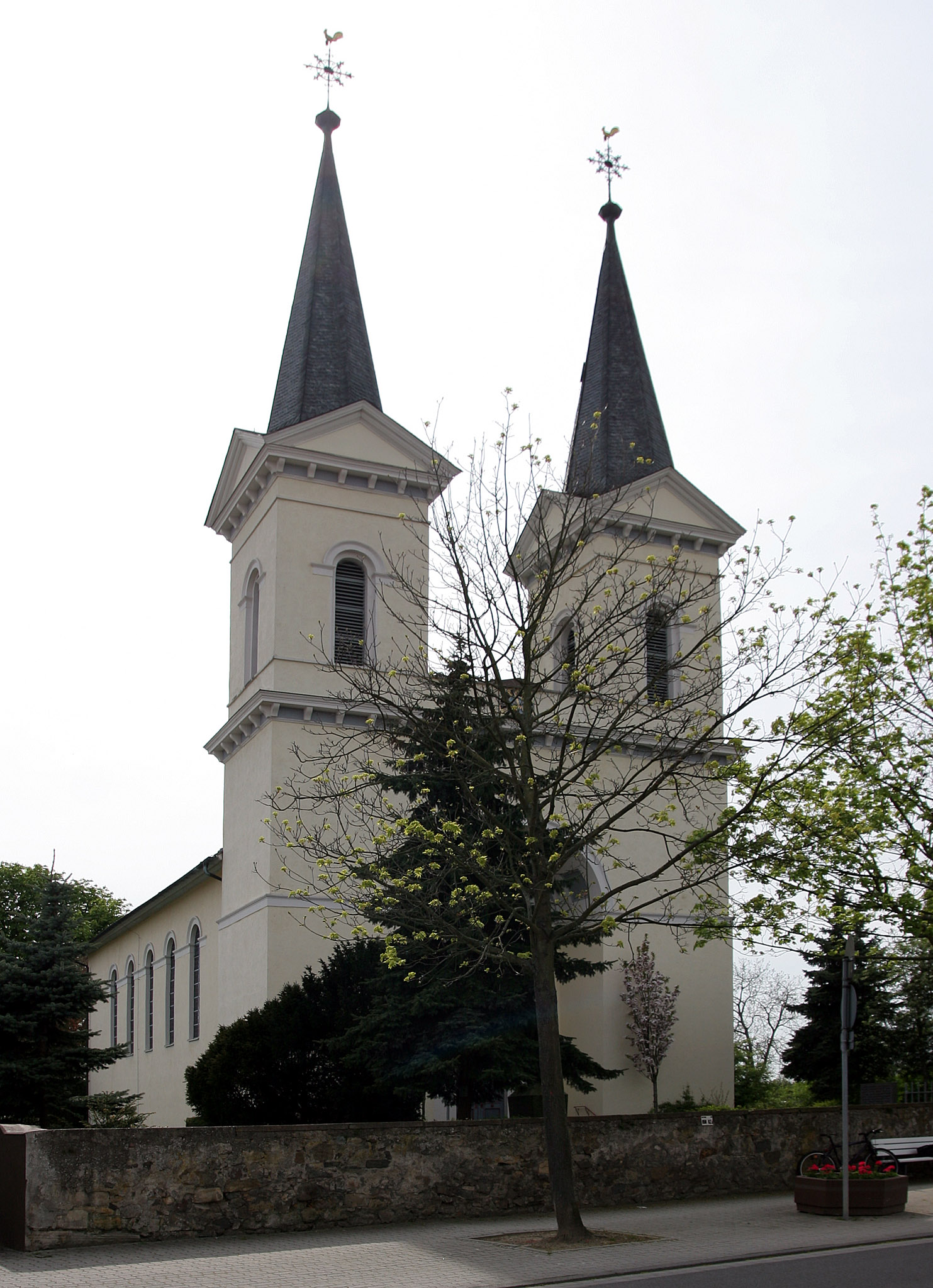
Евангелическая церковь. Швайнхайм. 1819—1821